# Isla Mayor
Isla Mayor település Spanyolországban, Sevilla tartományban. Isla Mayor Aznalcázar és La Puebla del Río községekkel határos. Lakosainak száma 5781 fő (2024).

## Népesség
A település népessége az elmúlt években az alábbi módon változott:
| Lakosok száma | 6022 | 6057 | 5899 | 5759 | 5930 | 5948 | 5938 | 5857 | 5826 | 5781 |
|               | 1996 | 2000 | 2004 | 2007 | 2010 | 2012 | 2015 | 2018 | 2021 | 2024 |